# Edmund Cooper
Edmund Cooper (Marple, 30 aprile 1926 – 11 marzo 1982) è stato un autore di fantascienza inglese.

## Biografia
Nato a Marple nei pressi di Stockport, Cheshire, nel Regno Unito, cominciò a lavorare sin da adolescente. Imbarcatosi nel 1944 su una nave mercantile, dopo la seconda guerra mondiale iniziò l'attività di insegnante e a pubblicare i suoi racconti. Il suo primo racconto fu Deadly Image, ristampato anche come The Uncertain Midnight (in Italia: Uomini e androidi, su Urania 227, completato nel 1957 e pubblicato nel 1958. Sotto diversi pseudonimi, tra cui Richard Avery, continuò a pubblicare libri fino alla sua morte, avvenuta nel 1982.

## Opere
(elenco parziale)
- Uomini e androidi (Deadly Image, 1958), Urania nº 227
- Equazione tempo (Seed of Light, 1959), Urania nº 234
- Millenovecentonovantaquattro (Voices in the Dark, 1960), Urania nº 352
- Transit (Transit, 1964), Cosmo. Collana di Fantascienza nº 140
- Gli anni della furia (All Fool's Day, 1966), Galassia nº 203
- L'uomo della Terza Fase (The Cloud Walker, 1973), Cosmo. Collana di Fantascienza nº 121
- Gli anelli di Tantalo (The Rings of Tantalus, 1974), Sidera nello spazio e nel tempo nº 8
- Il veleno di Argo (The Venom of Argus, 1976), Sidera nello spazio e nel tempo nº 11
- I vermi della morte di Kratos (The Deathworms of Kratos, 1974), Sidera nello spazio e nel tempo nº 7
- I giochi mortali di Zelos (The Wargames of Zelos, 1975), Sidera nello spazio e nel tempo nº 9

## Adattamenti
Varie opere di Edmund Cooper sono state adattate per lo schermo.
Il suo racconto O.B.N. in arrivo fu adattato per la televisione italiana nel 1979 all'interno della miniserie Racconti di fantascienza.